# Cristești, Alba
Cristești este un sat în comuna Mogoș din județul Alba, Transilvania, România.

## Personalități
- Matei Morușca (1890 - 1979), deputat în Marea Adunare Națională de la Alba Iulia, 1918

 Acest articol despre o localitate din județul Alba este deocamdată un ciot. Puteți ajuta Wikipedia prin completarea lui.